# HD 100777 b
HD 100777b是一颗位于狮子座、距离地球约172光年的系外行星，其母星为HD 100777。该行星的质量下限为1.17MJ，其轨道周期为3.315×107秒，其轨道距离中央恒星约1亿5410万公里，轨道离心率为0.36。该行星的轨道速度为29.3公里/秒。2007年3月，多米尼克·纳伊夫在智利通过高精度径向速度行星搜索器发现了该行星。